# Cunén
Cunén är en kommunhuvudort i Guatemala.   Den ligger i departementet Departamento del Quiché, i den centrala delen av landet, 90 km nordväst om huvudstaden Guatemala City. Cunén ligger 1 829 meter över havet och antalet invånare är 8 400.
Terrängen runt Cunén är kuperad åt sydost, men åt nordväst är den bergig. Terrängen runt Cunén sluttar söderut. Runt Cunén är det ganska tätbefolkat, med 60 invånare per kvadratkilometer. Närmaste större samhälle är Nebaj, 14,8 km nordväst om Cunén. I omgivningarna runt Cunén växer huvudsakligen savannskog.